# Fleix
Cet article concerne une commune de la Vienne. Pour la commune de la Dordogne, voir Le Fleix.
Fleix est une commune du Centre-Ouest de la France, située dans le département de la Vienne en région Nouvelle-Aquitaine.

## Géographie

### Communes limitrophes
|           |                      |               |
| Chauvigny | Fleix                | Paizay-le-Sec |
|           | Leignes-sur-Fontaine |               |

### Climat
Pour des articles plus généraux, voir Climat de la Nouvelle-Aquitaine et Climat de la Vienne.
Historiquement, la commune est exposée à un climat océanique du nord-ouest.  
En 2020, Météo-France publie une typologie des climats de la France métropolitaine dans laquelle la commune est exposée à un climat océanique altéré et est dans la région climatique  Poitou-Charentes, caractérisée par un bon ensoleillement, particulièrement en été et des vents modérés.
Pour la période 1971-2000, la température annuelle moyenne est de 11,6 °C, avec une amplitude thermique annuelle de 14,9 °C. Le cumul annuel moyen de précipitations est de 769 mm, avec 11,4 jours de précipitations en janvier et 6,8 jours en juillet. Pour la période 1991-2020, la température moyenne annuelle observée sur la station météorologique la plus proche, située sur la commune de Montmorillon à 17 km à vol d'oiseau, est de 12,5 °C et le cumul annuel moyen de précipitations est de 781,8 mm,. Pour l'avenir, les paramètres climatiques de la commune estimés pour 2050 selon différents scénarios d'émission de gaz à effet de serre sont consultables sur un site dédié publié par Météo-France en novembre 2022.

## Urbanisme

### Typologie
Au 1er janvier 2024, Fleix est catégorisée commune rurale à habitat dispersé, selon la nouvelle grille communale de densité à sept niveaux définie par l'Insee en 2022.
Elle est située hors unité urbaine. Par ailleurs la commune fait partie de l'aire d'attraction de Poitiers, dont elle est une commune de la couronne,. Cette aire, qui regroupe 97 communes, est catégorisée dans les aires de 200 000 à moins de 700 000 habitants,.

### Occupation des sols
L'occupation des sols de la commune, telle qu'elle ressort de la base de données européenne d’occupation biophysique des sols Corine Land Cover (CLC), est marquée par l'importance des territoires agricoles (87,5 % en 2018), une proportion identique à celle de 1990 (87,5 %). La répartition détaillée en 2018 est la suivante : 
terres arables (74,6 %), zones agricoles hétérogènes (12,9 %), forêts (12,5 %). L'évolution de l’occupation des sols de la commune et de ses infrastructures peut être observée sur les différentes représentations cartographiques du territoire : la carte de Cassini (XVIIIe siècle), la carte d'état-major (1820-1866) et les cartes ou photos aériennes de l'IGN pour la période actuelle (1950 à aujourd'hui).

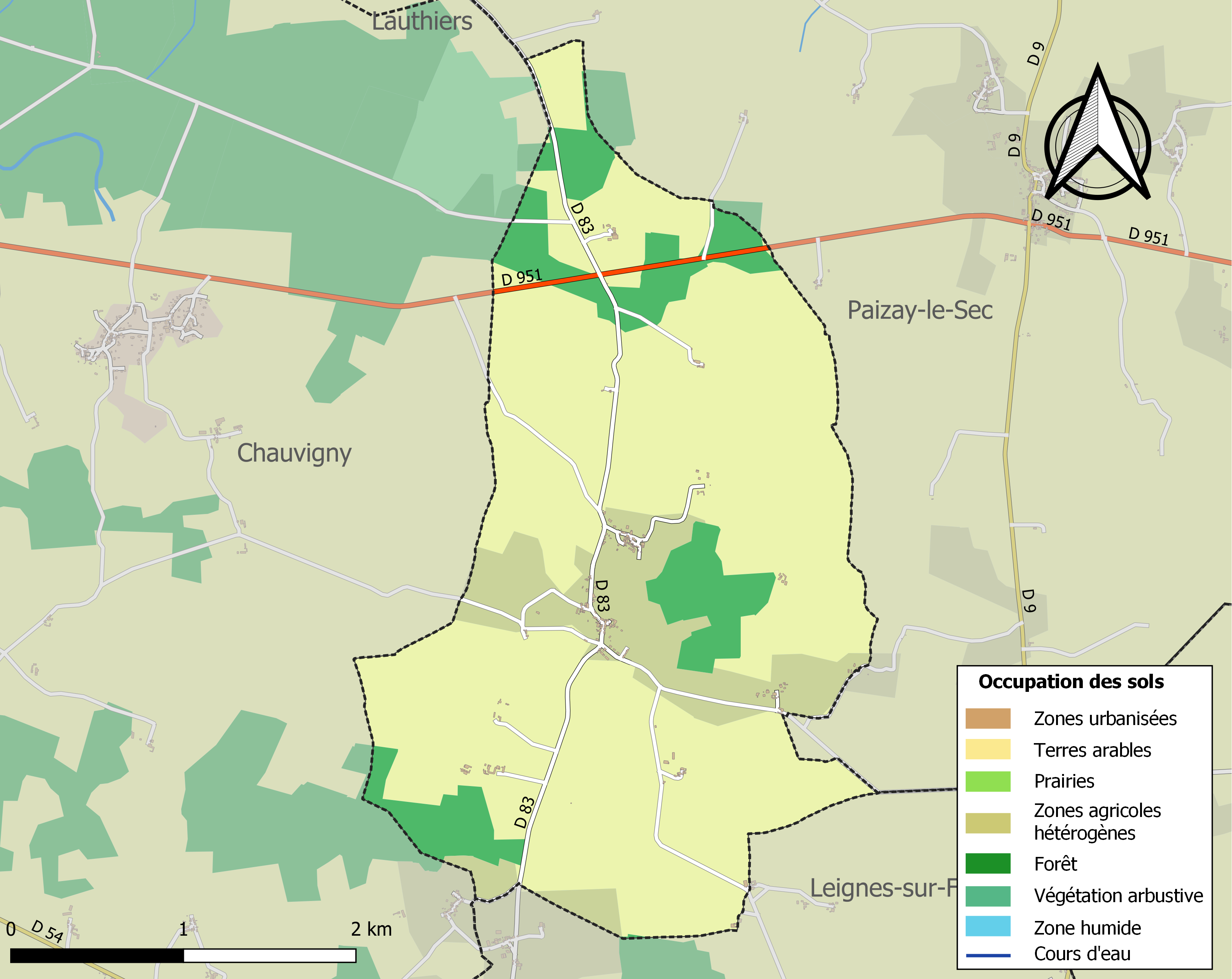
Carte des infrastructures et de l'occupation des sols de la commune en 2018 (CLC).

### Risques majeurs
Le territoire de la commune de Fleix est vulnérable à différents aléas naturels : météorologiques (tempête, orage, neige, grand froid, canicule ou sécheresse), mouvements de terrains et séisme (sismicité faible). Il est également exposé à deux risques technologiques,  le transport de matières dangereuses et le risque nucléaire. Un site publié par le BRGM permet d'évaluer simplement et rapidement les risques d'un bien localisé soit par son adresse soit par le numéro de sa parcelle.

#### Risques naturels

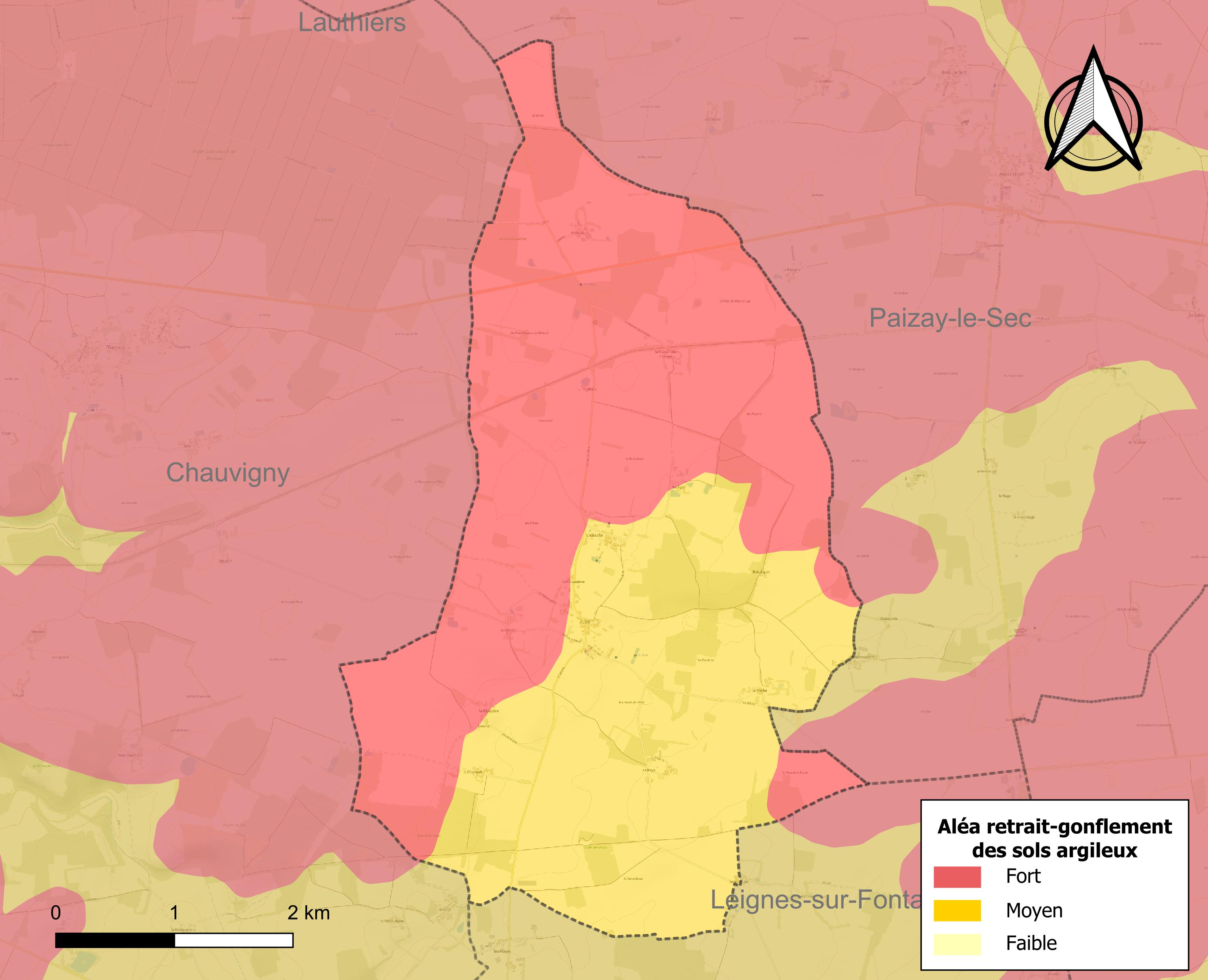
Carte des zones d'aléa retrait-gonflement des sols argileux de Fleix.

Les mouvements de terrains susceptibles de se produire sur la commune sont des tassements différentiels. Le retrait-gonflement des sols argileux est susceptible d'engendrer des dommages importants aux bâtiments en cas d’alternance de périodes de sécheresse et de pluie. La totalité de la commune est en aléa moyen ou fort (79,5 % au niveau départemental et 48,5 % au niveau national). Depuis le 1er octobre 2020, en application de la loi ÉLAN, différentes contraintes s'imposent aux vendeurs, maîtres d'ouvrages ou constructeurs de biens situés dans une zone classée en aléa moyen ou fort,.
La commune a été reconnue en état de catastrophe naturelle au titre des dommages causés par les inondations et coulées de boue survenues en 1982, 1983, 1999 et 2010, par la sécheresse en 2011 et 2017 et par des mouvements de terrain en 1999 et 2010.

#### Risque technologique
La commune étant située dans le périmètre du plan particulier d'intervention (PPI) de 20 km autour de la centrale nucléaire de Civaux, elle est exposée au risque nucléaire. En cas d'accident nucléaire, une alerte est donnée par différents médias (sirène, sms, radio, véhicules). Dès l'alerte, les personnes habitant dans le périmètre de 2 km se mettent à l'abri. Les personnes habitant dans le périmètre de 20 km peuvent être amenées, sur ordre du préfet, à évacuer et ingérer des comprimés d’iode stable,,.

## Toponymie
Le nom du bourg pourrait dériver du patronyme gallo-romain « Flavius ».

## Politique et administration

### Liste des maires
| Période   | Période   | Identité          | Étiquette | Qualité |
| --------- | --------- | ----------------- | --------- | ------- |
|           |           |                   |           |         |
| mars 1989 | mars 2014 | Roger Fumeron     | PCF       |         |
| 2014      | En cours  | Maryvonne Galbois |           |         |

### Instances judiciaires et administratives
La commune relève du tribunal d'instance de Poitiers, du tribunal de grande instance de Poitiers, de la cour d'appel  Poitiers, du tribunal pour enfants de Poitiers, du conseil de prud'hommes de Poitiers, du tribunal de commerce de Poitiers, du tribunal administratif de Poitiers et de la cour administrative d'appel  de  Bordeaux, du tribunal des pensions de Poitiers, du tribunal des affaires de la Sécurité sociale de la Vienne, de la cour d’assises de la Vienne.

## Démographie
L'évolution du nombre d'habitants est connue à travers les recensements de la population effectués dans la commune depuis 1793. Pour les communes de moins de 10 000 habitants, une enquête de recensement portant sur toute la population est réalisée tous les cinq ans, les populations de référence des années intermédiaires étant quant à elles estimées par interpolation ou extrapolation. Pour la commune, le premier recensement exhaustif entrant dans le cadre du nouveau dispositif a été réalisé en 2005.

En 2022, la commune comptait 144 habitants, en évolution de +5,88 % par rapport à 2016 (Vienne : +0,6 %, France hors Mayotte : +2,11 %).
| 1793 | 1800 | 1806 | 1821 | 1831 | 1836 | 1841 | 1846 | 1851 |
| ---- | ---- | ---- | ---- | ---- | ---- | ---- | ---- | ---- |
| 300  | 226  | 238  | 245  | 275  | 251  | 254  | 249  | 213  |

| 1856 | 1861 | 1866 | 1872 | 1876 | 1881 | 1886 | 1891 | 1896 |
| ---- | ---- | ---- | ---- | ---- | ---- | ---- | ---- | ---- |
| 235  | 231  | 248  | 241  | 238  | 207  | 230  | 231  | 215  |

| 1901 | 1906 | 1911 | 1921 | 1926 | 1931 | 1936 | 1946 | 1954 |
| ---- | ---- | ---- | ---- | ---- | ---- | ---- | ---- | ---- |
| 229  | 227  | 228  | 189  | 200  | 192  | 203  | 237  | 250  |

| 1962 | 1968 | 1975 | 1982 | 1990 | 1999 | 2005 | 2006 | 2010 |
| ---- | ---- | ---- | ---- | ---- | ---- | ---- | ---- | ---- |
| 237  | 180  | 153  | 129  | 129  | 151  | 150  | 149  | 156  |

| 2015 | 2020 | 2022 | - | - | - | - | - | - |
| ---- | ---- | ---- | - | - | - | - | - | - |
| 138  | 144  | 144  | - | - | - | - | - | - |

En 2008, selon l’Insee, la densité de population de la commune était de 49 hab./km2 contre 61 hab./km2 pour le département, 68 hab./km2 pour la région Poitou-Charentes et 115 hab./km2 pour la France.

## Économie
Selon la direction régionale de l'Alimentation, de l'Agriculture et de la Forêt de Poitou-Charentes, il n'y a plus que 7 exploitations agricoles en 2010 contre 10 en 2000.
Les surfaces agricoles utilisées ont augmenté de 15 % et sont passées de 1 070 hectares en 2000 à 1 236 hectares en 2010. Ces chiffres indiquent une concentration des terres sur un nombre plus faible d’exploitations. Cette tendance est conforme à l’évolution  constatée sur tout le département de la Vienne puisque de 2000 à 2007, chaque exploitation a gagné en moyenne 20 hectares.
54 % des surfaces agricoles sont destinées à la culture des céréales (blé tendre essentiellement mais aussi du maïs) et 30 % pour les oléagineux (2/3 en colza et 1/3 en tournesol).
Les élevages de bovins et d'ovins ont disparu en 2010 (respectivement: 464 têtes sur trois fermes en 2000 et 103 têtes sur aussi trois exploitations).

## Culture locale et patrimoine
- Église Saint-Barthélemy de Fleix. Elle est inscrite à l'Inventaire général du patrimoine culturel[30].

### Lieux et monuments
À quelques kilomètres au nord-est de Chauvigny, la forêt de Mareuil est une zone classée d’intérêt écologique, faunistique et floristique (ZNIEFF). C’est un massif boisé domanial de plus de 600 hectares qui s’étend sur quatre communes : Chauvigny, Lauthiers, Fleix, Paizay-le-Sec. La forêt recouvre un plateau limoneux à topographie très uniforme. En effet, l’altitude moyenne est de l’ordre de 130 m et la forêt est dépourvue de tout accident de relief significatif.
Le substrat est constitué par des limons profonds sur argile tertiaire remaniée qui ont donné naissance à des sols limoneux ou limono-sableux, acides et hydromorphes. Le peuplement forestier est une chênaie mêlée de quelques hêtres, traitée en futaie et en cours d’artificialisation par l’introduction par l’homme, à des fins d’exploitation, de résineux et de chênes américains. Un important réseau de mares et de fossés vient diversifier cet ensemble.
La forêt de Mareuil abrite neuf espèces d’amphibiens, parmi lesquelles cinq sont protégées en France : le crapaud calamite, la rainette verte, le triton crêté, le triton marbré et le triton alpestre. C’est l’unique station de toute la région Poitou-Charentes de cette dernière espèce. Le Triton alpestre est un amphibien du Nord et du Centre de l’Europe, qui ne franchit pas, normalement, la vallée de la Loire vers le sud-ouest en France. Le Triton alpestre, dont le mâle est reconnaissable à son ventre orange vif non taché, fréquente toutes sortes de points d’eaux dormantes comme les mares, les étangs, les lacs, les ornières forestières ou les  fossés, où son régime alimentaire, très éclectique, s’adapte largement aux proies disponibles (diverses larves et invertébrés aquatiques). En phase terrestre, le Triton alpestre se cache durant la journée sous des pierres, des tas de bois ou dans des souches pourries.
La forêt de Mareuil abrite une avifaune remarquable puisqu’elle comprend une riche collection d’oiseaux sylvicoles, notamment avec la présence simultanée des quatre espèces régionales de pouillots, dont le pouillot siffleur et le pouillot fitis, et des deux roitelets, dont le roitelet huppé, peu fréquent en tant que nicheur dans les forêts régionales. Mais c’est surtout chez les picidés et les rapaces que se trouvent les éléments les plus originaux : parmi les premiers, on note la présence du pic mar et du pic noir, deux espèces inféodées aux vieilles futaies, alors que les seconds comptent l’autour des palombes, un hôte farouche des grands massifs forestiers, et le busard Saint-Martin.
Il est possible de voir d’autres oiseaux, comme l'alouette lulu, le bouvreuil pivoine, l'engoulevent d'Europe, la mésange huppée, le pigeon colombin, le rougequeue à front blanc.
La forêt de Mareuil accueille aussi une colonie de martres, animaux protégés en France.